# Patrick Alen
Pour les articles homonymes, voir Alen.
Ne doit pas être confondu avec Patrick Allen.
Patrick Alen est un chanteur belge né le 25 novembre 1967 à Rocourt (Liège).
Producteur, animateur, comédien au théâtre et à la télévision, auteur, musicien, compositeur, chanteur, réalisateur de films ou encore directeur d'un centre culturel, Patrick Alen est très présent dans le milieu artistique belge francophone.

## Carrière
Depuis les années 1990, Patrick Alen fait partie des Gauff' au Suc', groupe au sein duquel il incarne Francis Joskin, le guitariste du groupe humoristique et rock 'n' roll liégeois. Quand, après 2 ans d'absence, le groupe se reforme en 2006 sous le nom Les Gauff', il en devient le chanteur. Il est à l'affiche de plusieurs pièces de théâtre, réalise quatre courts métrages dont 13.12.11, fiction romancée s'inspirant de la tuerie de Liège. Il fait également de nombreux passages à la télévision belge.
En avril 2022, Patrick Alen est nommé directeur du Centre Culturel de Welkenraedt.

## Filmographie
Producteur
Depuis 2008, il produit grâce à sa société de production Alien Production Tu l'as pas volée, une série de sketches humoristiques avec l'accent liégeois où il incarne Jean-Marie, le pilier de comptoir. Il donne la réplique à Isabelle Hauben et Renaud Rutten. En 2011, il conçoit et présente avec Corine Buron l'émission Qui se met à table ?
Réalisateur
- 2009 : La Maison blanche (court métrage)
- 2010 : Les Yeux, avec Marc Duret (court métrage)
- 2012 : Dix (court métrage)
- 2014 : 13.12.11, avec Marc Duret et Isabelle Jonniaux (court métrage)